# Takahide Umebachi
Takahide Umebachi (梅鉢 貴秀 Umebachi Takahide?, nacido el 8 de junio de 1992 en Osaka) es un futbolista japonés que se desempeña como centrocampista.

## Trayectoria

### Clubes
| Club              | País  | Año         |
| ----------------- | ----- | ----------- |
| Kashima Antlers   | Japón | 2011 - 2017 |
| Montedio Yamagata | Japón | 2016        |
| Zweigen Kanazawa  | Japón | 2018 -      |

## Estadística de carrera

### J. League
| Club              | Año   | J. League | J. League | Copa J. League | Copa J. League | Total | Total |
| Club              | Año   | Part.     | Goles     | Part.          | Goles          | Part. | Goles |
| ----------------- | ----- | --------- | --------- | -------------- | -------------- | ----- | ----- |
| Kashima Antlers   | 2011  | 0         | 0         | 0              | 0              | 0     | 0     |
| Kashima Antlers   | 2012  | 4         | 0         | 3              | 0              | 7     | 0     |
| Kashima Antlers   | 2013  | 10        | 2         | 2              | 0              | 12    | 2     |
| Kashima Antlers   | 2014  | 5         | 0         | 4              | 1              | 9     | 1     |
| Kashima Antlers   | 2015  | 8         | 0         | 1              | 0              | 9     | 0     |
| Montedio Yamagata | 2016  | 4         | 0         | -              | -              | 4     | 0     |
| Kashima Antlers   | 2017  | 0         | 0         | 0              | 0              | 0     | 0     |
| Total             | Total | 31        | 2         | 10             | 1              | 41    | 3     |